# Sander Gommans
Sander Gommans (Paesi Bassi, 15 agosto 1978) è un chitarrista e cantante olandese, ex-membro e fondatore del gruppo musicale olandese symphonic metal After Forever e attualmente negli HDK.

## Discografia

### After Forever

#### Album studio
- 2000 - Prison of Desire
- 2001 - Decipher
- 2003 - Exordium
- 2004 - Invisible Circles
- 2005 - Remagine
- 2007 - After Forever

#### Demo
- 1999 - Ephemeral
- 1999 - Wings of Illusion

#### EP
- 2003 - Exordium

#### Raccolte
- 2006 - Mea Culpa

### HDK
- 2009 - System Overload